# Aerocar
Aerocar var en amerikansk flygbil konstruerad av Moulton Taylor.
Aerocar  var en bil som kunde kombineras med en vingkonstruktion som förvandlade fordonet till ett flygplan. Första prototypen konstruerades och tillverkades av Moulton Taylor i Longview, Washington, 1949. Den räknas som den första praktiskt fungerande korsningen mellan flygplan och bil. Efter att sex olika prototyper färdigställts lades tillverkningen ner. 
Taylor fick sin idé till en flygbil 1946 när han under en resa till Delaware träffade konstruktören Robert E. Fulton, Jr. Fulton, som tidigare konstruerat flygbilen Airphibian, delade med sig av sina erfarenheter. Taylors sex prototyper är tillverkade efter samma grundidé.

## Flygplanet
Flygplansdelen med kropp, vinge och fena är tillverkade av slät aluminiumplåt. För att spara vikt tillverkades alla roderytor av korrugerad aluminium. Motorn placerades i linje med bakhjulen för att ge ett godkänt tyngdpunktsläge vid flygning. Stabilisator och höjdroder är konstruerade i en V-form. Fenan och sidroder är monterat nedåt för att ge plats åt de invikta vingarna när fordonet framförs på marken. Samtidigt skyddar den propellern vid start och landning eftersom fenan når marken före propellern.

## Från flygplan till bil
Efter att man har landat med en Aerocar, kan man frigöra vingarna och vika dem bakåt mot den V-formade stabilisatorn. I vingroten finns små hjul inbyggda som fälls ut. Dessa fungerar som hjul till trailern som transporterar flygdelen på landsväg. Efter att vingarna är invikta och stödhjulen utfällda kopplar man loss bommen som bär upp fenan och stabilisatorn. Efter att man vänt trailern ett halvt varv kopplar man fast vingspetsarna i bilens bakdel. Hela ombyggnaden från flygplan till bil tar cirka tre minuter.  
- Manövrering

Flygbilen är utrustad med en vanlig bilratt som är kopplad till de två framhjulen för markstyrning. I luften fungerar ratten som styrning för skev och höjdroder. På var sida om bromspedalen finns två pedaler som kontrollerar sidrodret. Gasen regleras via en handgas på instrumentbrädan. 
- Bränslesystem

Ovanför motorn finns en central tank som rymmer 90 liter högoktanig bensin. Placeringen av tanken medför att en bränslepump inte är nödvändig. Kvarvarande bränslemängd kan avläsas på en elektronisk bränslemätare på instrumentbrädan. 
- Elektriskt system

Farkosten förses med el via en generator som laddar ett 12 volts batteri. Batteriets kapacitet är tilltagen för att kunna dra runt en startmotor.  
- Landställ

Bilen har fyra hjul. Som huvudställ räknas det bakre hjulparet. Sedan man landat tar de främre hjulen över farkostens styrförmåga på marken. I den första prototypen var hjulstället fast, men i modell III kan man fälla in hjulen lite för att förbättra den aerodynamiska formen på farkosten. Därmed ökar även maximal flyghastighet något.
- Test och utprovning

Flygbilen genomgick granskning av Federal Aviation Administration (FAA) och tilldelades ett luftvärdighetsbevis 1956. Utöver Aerocar har bara Fultons Airphibian blivit godkänd för luftvärdighetsbevis av FAA. Samtidigt träffade Taylor ett avtal med Ling-Temco-Vought om en serietillverkning av flygbilen om han kunde sälja 500 flygbilar innan serietillverkningen var inledd. När Taylor bara lyckades teckna order på drygt 200 flygbilar drog sig Ling-Temco-Vought ur avtalet.

## De sex prototypflygbilarna
Det tillverkades fyra Aerocar I, en Aerocar II, och en Aerocar I byggdes om till Aerocar III.
- N4994P

N4994P gavs ursprungligen 1949 registerkoden N31214. Flygbilen är gulmålad med silverfärgade vingar. Det var den första prototyp som blev färdigställd och finns idag utställd på Experimental Aircraft Association AirVenture Museum i Oshkosh Wisconsin.
- N101D

N101D inregistrerades 1954, den ägs av Yellowstone Aviation Inc. i Wyoming.
- N102D

N102D inregistrerades 1960, den är målad gul och blå. Den var den sista av Aerocar I som byggdes. Under en period ägdes den av Bob Cummings där den även förekom i hans The Bob Cummings Show. Flygbilen såldes senare till Ed Sweeney, och den är den enda av de sex prototyperna som fortfarande är luftvärdig. Med N102D försöker Ed Sweeney utveckla en modernare variant som skall marknadsföras under namnet Aerocar 2000. 
- N103D

N103D inregistrerades 1956. Flygbilen är röd-svart med rödmålade vingar. Den ägdes under en period av KISN radio i Portland Oregon som använde flygbilen till att övervaka och rapportera trafikstockningar till radiolyssnarna. Under en flygning medföljde Raúl Castro som passagerare. Sedan 1981 ägs flygbilen av Carl och Marilyn Felling i Colorado. Den är till försäljning med ett pris satt till 3,5 miljoner dollar. Eftersom flygbilen flög sista gången 1977 är den inte längre luftvärdig, utan den står uppställd i en hangar. N103D är den enda Aerocar I som existerar i originalutförande, med undantag av några små modifieringar på instrumentbrädan. Flygplanen kan lätt återställas till flygbart skick.
I december 2008 blev detta exemplar till salu på auktionssidan eBay i USA. Buy it now-priset låg på 3,5 miljoner amerikanska dollar, motsvarande ungefär 28 700 000 SEK. Sista dag för budgivning är den 16 december 2008.
http://cgi.ebay.com/ebaymotors/Aerocar-N103D-Flying-Plane-Car-Single-Engine-Auto-Fly_W0QQcmdZViewItemQQ_trkparmsZ66Q3a2Q7c65Q3a3Q7c39Q3a1Q7c240Q3a1318QQ_trksidZp3286Q2ec0Q2em14QQhashZitem200280604815QQitemZ200280604815QQptZMotorsQ5fAircraft#ht_3322wt_0
- N107D

N107D inregistrerades 1966. Flygplanet är ett Aerocar Aero-Plane, eller Aerocar II. Farkosten kan inte användas som flygbil, eftersom flygplanet inte behöver all extrautrustning. För att bli ett markfordon kan pilot och tre passagerare vara ombord under flygning. En enda prototyp tillverkades och finns förvarad i Colorado Springs Colorado. Flygplanet är inte luftvärdigt men kan återställas till flygbart skick.
- N4345F

N4345F såldes till en kund. När flygbilen blev skadad vid en markolycka på 1960-talet återköpte Taylor flygbilen. När Taylor ändå skulle reparera stora delar av karossen passade han på att konstruera om kroppens aerodynamiska utformning. Landstället blev delvis infällbart och bildelen gavs en bättre strömlinjeform. Den modifierade flygbilen gavs namnet Aerocar III'. Bilföretaget Ford och Lee Iacocca visade intresse för att serietillverka flygbilen, men efter att Fords ekonomiavdelning räknat på lönsamheten svalnade planerna på en serietillverkning. N4345F målades röd med silverfärgade vingar och finns utställd vid Seattles Museum of Flight.